# Министерство связи Исландии
Министерство связи Исландии отвечает за транспорт по суше, морю и воздуху, а также телекоммуникации и почтовые услуги.

## Отделы
- Отдел по административным и финансовым вопросам
- Отдел связи
- Отдел по делам муниципалитетов и Фонд регулирования
- Отдел транспорта